# MethyrFall
MethyrFall è un'ambientazione fantasy italiana per il gioco di ruolo Dungeons & Dragons, realizzata dalla R'DICE Games Development.

## Ambientazione
MethyrFall descrive i luoghi, i personaggi e le storie di Cyphelas, un mondo in stile fantasy-medievale, popolato da creature terribili e da eroi.
L'ambientazione del gioco annovera tra le sue fonti alcune opere del fantasy classico (come quelle di J.R.R. Tolkien, o i cicli di romanzi di M. Weis e T. Hickman), ma prende spunto anche dall'epica classica (Iliade, Odissea), dalla storiografia medievale e dalla letteratura dell'umanesimo.
Il mondo di Cyphelas è stato originariamente devastato da una pioggia di meteore e si è salvato solo grazie al sacrificio di una divinità creatrice: Celya. La catastrofe è però diventata una risorsa per i mortali che possono cercare di controllare il potere del methyrdom, la meteora caduta dal cielo.
In generale l'ambientazione presenta una complessa cosmogonia, una rivisitazione del tema della magia e un particolare approccio alla descrizione delle razze del continente che mescola elementi fantastici con la storia reale. Un esempio di questo intreccio è costituito dagli elfi e dai nani (i primi seguono un modello ellenico, i secondi i modelli della societas romana).

## Sistema di gioco
MethyrFall utilizza le regole del d20 System di Dungeons & Dragons. Su questa base è stato sviluppato un sistema per gestire l'avanzamento del personaggio attraverso l'interpretazione, delle regole per l'uso della magia e una nuova categoria di talenti per la collaborazione tra i personaggi del gruppo.

## Edizioni ed espansioni
Nella serie MethyrFall sono stati pubblicati:
- MethyrFall – Ambientazione.
- MethyrFall – Luna da Cacciatori, un'avventura per qualsiasi ambientazione fantasy.
- MethyrFall – Artefici delle Maree, un'espansione per giocatori e DM.